# جهنم في المسيحية

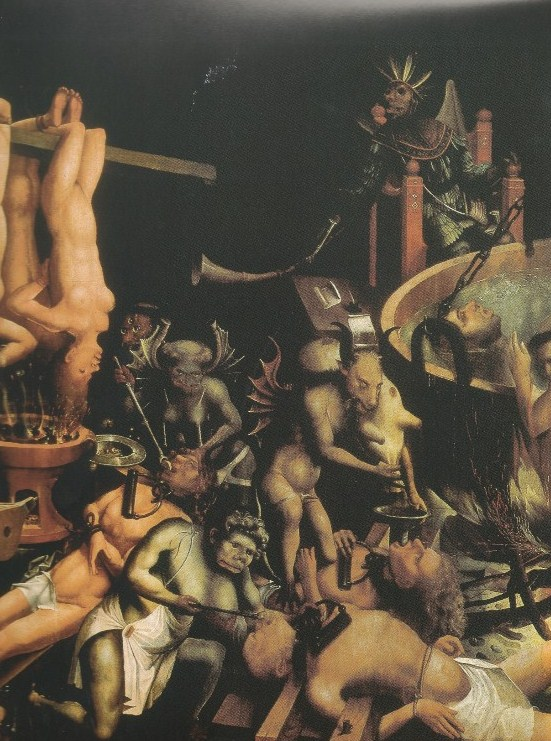
تفاصيل من رسم هيرونيموس بوش للجحيم (القرن السادس عشر)

في اللاهوت المسيحي، الجحيم هو المكان أو الحالة التي يمر بها الخطأة غير التائبين، بموجب حكم الله النهائي، في القيامة العامة، أو كما يعتقد بعض المسيحيين، مباشرة بعد الموت (قيامة خاصة). استنتِج طابع الجحيم من تعاليم النصوص الكتابية، والتي أدى تفسير بعضها حرفيًا إلى ظهور فكرة الجحيم الشائعة. يرى اللاهوتيون اليوم عمومًا أن الجحيم هو النتيجة المنطقية لرفض الاتحاد مع الله ومع عدالته ورحمته.
تُترجم الكلمات العبرية واليونانية المختلفة إلى «الجحيم» في معظم الأناجيل المكتوبة باللغة الإنجليزية. تشمل هذه الكلمات:
- «شيول» في الكتاب المقدس العبري، و«هاديس» في العهد الجديد. العديد من الإصدارات الحديثة، مثل النسخة الدولية الجديدة، تترجم شيول إلى «قبر» وتترجم ببساطة «هاديس». من المتفق عليه عمومًا أن كلًا من الهاوية والشيول لا يشيران عادةً إلى مكان العقاب الأبدي، بل إلى القبر، المسكن المؤقت للموتى، العالم السفلي.[3]
- «جيهينا» في العهد الجديد، يوصِف بأنه مكان يمكن أن يهلك فيه كل من النفس والجسد (متى 10:28) في «نار لا تنطفأ» (مرقس 9:43). تُرجمت الكلمة إما إلى «الجحيم» أو «نار الجحيم» في العديد من الإصدارات الإنجليزية. كانت جيهينا موقعًا ماديًا خارج أسوار المدينة حيث أحرقوا القمامة وأرسلوا إليها البرص والمنبوذين، ومن هنا كان البكاء وصرير الأسنان.[4]
- ورد الفعل اليوناني (الجير، مشتق من تارتاروس)، مرة واحدة في العهد الجديد (في 2 بطرس 2: 4)، وتُرجم تقريبًا بعبارة مثل «أُلقي إلى الجحيم». بعض الترجمات تجعله «تارتاروس»، من هذا المصطلح، يقول الكتاب المقدس القياسي المسيحي لهولمان: «تارتاروس هو اسم يوناني لمكان تحت الأرض للعقاب الإلهي أقل من هاديس».[5]

## وجهات النظر الأرثوذكسية الشرقية
يعتقد بعض المسيحيين الأرثوذكس الشرقيين أن الجنة والجحيم هي علاقات أو تجارب وجود الله العادل والمحب. لا يوجد مكان مخلوق للغياب الإلهي، ولا الجحيم انفصال وجودي عن الله. أحد تعابير التعاليم الشرقية هو أن الجحيم والسماء هما أبعاد لحضور الله المكثف، حيث يُختبر هذا الحضور إما كعذاب أو كفردوس اعتمادًا على الحالة الروحية للشخص الذي يسكن مع الله. بالنسبة لمن يكره الله وبالتالي يكره نفسه باعتباره حامل صورة الله، فإن الوجود الإلهي لا يمكن أن يؤدي إلا إلى كرب لا يوصف. كتب أرسطو بابانيكولاو وإليزابيث إتش. برودرومو في كتابهما التفكير من خلال الإيمان: وجهات نظر جديدة من علماء المسيحيين الأرثوذكس أنه بالنسبة للأرثوذكس الشرقيين: «هذه الرموز اللاهوتية، الجنة والجحيم، لا تُفهم بطريقة فجة على أنها وجهات مكانية ولكنها تشير بالأحرى إلى تجربة حضور الله في وضعين مختلفين». يصف العديد من اللاهوتيين الأرثوذكس الشرقيين الجحيم على أنه انفصال عن الله، بمعنى الابتعاد عن مودته أو مشاركة عطفه. تحدث الأرشمندريت صفروني (ساخاروف) عن «جحيم الانفصال عن الله». قال بول إيفدوكيموف: «الجحيم ليس سوى فصل الإنسان عن الله، فاستقلاليته تستبعده من المكان الذي يوجد فيه الله». وفقًا لثيودور ستيليانوبولوس، «الجحيم حالة روحية من الانفصال عن الله وعدم القدرة على تجربة محبة الله، مع إدراك الحرمان النهائي منها كعقاب». قال ميشيل كينو: «الجحيم ليس سوى حالة الانفصال عن الله، وهي الحالة التي انغمست فيها البشرية لتفضيلها المخلوق على الخالق. لذلك فإن المخلوق البشري، وليس الله، هو أساس الجحيم. لقد خلق الإنسان حرًا من أجل الحب، ويمتلك القدرة المذهلة على رفض هذا الحب، ليقول «لا» لله. برفضه التواصل مع الله، يصبح مفترسًا، يحكم على نفسه بالموت الروحي (الجحيم) الأكثر فظاعة من الموت الجسدي الناتج عنه». أعلن كاتب آخر: «إن الظروف التي تظهر أمامنا، والمشاكل التي نواجهها، والعلاقات التي نشكلها، والاختيارات التي نتخذها، كلها تتعلق في النهاية باتحادنا الأبدي مع الله أو انفصالنا عنه».
ترفض الكنيسة الأرثوذكسية الشرقية ما يُقدم على أنه عقيدة الروم الكاثوليك حول المَطهَر كمكان يعاني فيه المؤمنون حيث تُطهر «خطاياهم العرضية» قبل دخولهم الجنة.

### صور
صَور يوحنا ذهبي الفم الجحيم على أنه مرتبط بالنار «التي لا تطفأ» و«أنواع مختلفة من العذاب وسيول العقاب».
تُظهر الأيقونات المستوحاة من سلم الصعود الإلهي، بقلم يوحنا السلمي، رهبان يصعدون سلمًا من ثلاثين درجة إلى الجنة ويمثلها المسيح، أو يستسلمون لسهام الشياطين ويسقطون من السلم إلى الجحيم، ويمثله أحيانًا بتنين مفتوح الفك.

## الكاثوليكية الرومانية

### كنار الأبدية
علَّم مجمع ترنت، في القانون الخامس من دورته الرابعة عشرة، أن اللعنة أبدية: «فقدان البركة الأبدية، واللعنة الأبدية التي تكبدها»... هذا التعليم مبني على مُثل يسوع عن الخراف والماعز: «ابتعد عني، أيها الملعون، في النار الأبدية... وستنطلق هذه إلى العقاب الأبدي»

### كإقصاء ذاتي أو عصيان نهائي
يُعرّف التعليم المسيحي للكنيسة الكاثوليكية الجحيم بأنه استبعاد الذات من الجنة، وهو نتيجة مختارة بحرية للعصيان النهائي، أي رفض التوبة عن الخطيئة الفانية عند الموت عن عمد وعن طيب خاطر وقبول الرحمة الإلهية:

إن الموت في الخطيئة المميتة دون التوبة وقبول محبة الله الرحيمة يعني أن نبقى منفصلين عنه إلى الأبد باختيارنا الحر. هذه الحالة من الإقصاء الذاتي النهائي من الشراكة مع الله والمبارك تسمى «الجحيم».
التوبة الكاملة تغفر الخطايا العرضية، وينال الإنسان مغفرة الخطايا المميتة إذا تضمن قراره الراسخ اللجوء إلى الاعتراف السرّي في أسرع وقت ممكن.
أسرى الجحيم هم غير التائبين، مثل الشيطان؛ فسقوط الشيطان من السماء لا رجعة فيه لأنه اختار عدم التوبة. لا أحد مقدر له أن يرتكب خطيئة أو يذهب إلى الجحيم. تقول العقيدة الكاثوليكية أن التوبة بعد الموت مستحيلة.

### كحالة أو مكان

#### حالة
لقد عرّف التعليم المسيحي في بالتيمور الجحيم باستخدام كلمة «حالة» وحدها: «الجحيم هو حالة يُحكم فيها على الأشرار، ويُحرمون فيها من رؤية الله إلى الأبد، ويتعرضون لعذابات مروعة». ومع ذلك، فإن المعاناة توصف بأنها عقلية وجسدية: «إن الملعونين سيتألمون في العقل والجسد، لأن العقل والجسد كان لهما نصيب في خطاياهم».
صرح البابا يوحنا بولس الثاني في 28 يوليو 1999، أنه عند الحديث عن الجحيم كمكان، يستخدم الكتاب المقدس «لغة رمزية»، والتي «يجب تفسيرها بشكل صحيح [...]. وبدلًا من المكان، يشير الجحيم إلى حالة أولئك الذين يفصلون أنفسهم بحرية وبشكل نهائي عن الله، مصدر كل حياة وفرح». لقد فسر البعض هذه الكلمات على أنها إنكار لإمكانية اعتبار الجحيم مكانًا، أو على الأقل تقديم صورة بديلة للجحيم. اختلف آخرون صراحة مع تفسير ما قاله البابا على أنه إنكار فعلي لإمكانية اعتبار الجحيم مكانًا، وقالوا إن البابا كان يوجه الانتباه فقط بعيدًا عما هو ثانوي بالنسبة للجوهر الحقيقي للجحيم.
قال اللاهوتي الكاثوليكي هانس أورس فون بالتازار (1905-1988) «أننا يجب أن نرى أن الجحيم ليس شيئًا ممتلئًا بالأفراد البشريين أو خاليًا منهم، ولكن هناك احتمال أن الله لم يخلقه بل خلقه أولئك الأفراد الأحرار الذين يختارونه».
يقول دليل الإيمان الكاثوليكي للشباب، بترخيص عام 2007، إن الجنة والجحيم «بشكل أكثر دقة» ليسا مكانين بل حالتين.
يقول اللاهوتي الكبوشي بيرارد إيه. مارثالر أيضًا أن «الجحيم ليس مكانًا».